# Dujali
Braulio E. Dujali, o simplemente Dujali, es un municipio filipino de cuarta categoría, situado en la parte sudeste de la isla de Mindanao. Forma parte de  la provincia de Dávao del Norte situada en la región administrativa de Dávao. Para las elecciones está encuadrado en el Segundo Distrito Electoral.

## Barrios
El municipio de Braulio E. Dujali se divide, a los efectos administrativos, en 5 barangayes o barrios, conforme a la siguiente relación:
| - Cabayangan | - Dujali | - Magupising | - Nueva Casay | - Tanglaw |

## Historia
El actual territorio de la provincia de Dávao Oriental fue parte de la provincia de Caraga durante la mayor parte del Imperio español en Asia y Oceanía (1520-1898).
A principios del siglo XX la isla de Mindanao se hallaba dividida en siete distritos o provincias.

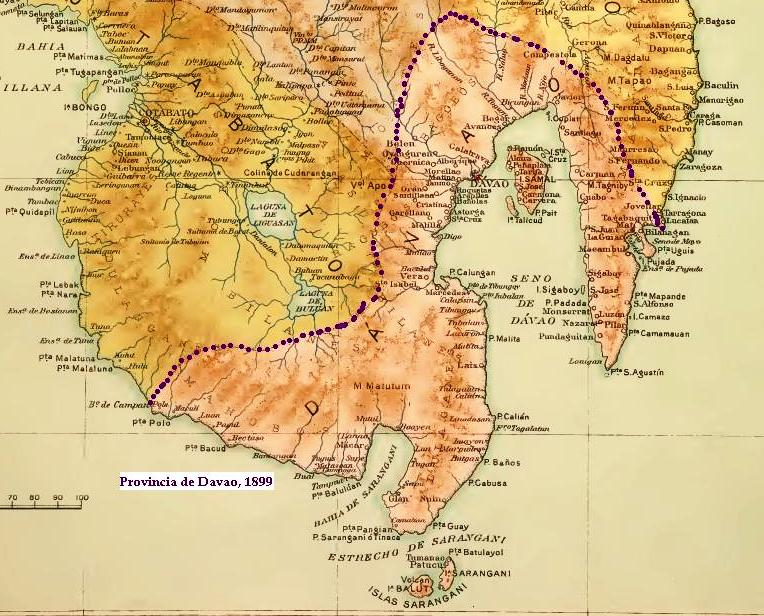
El Distrito 4º de Dávao en 1899.

El Distrito 4º de Dávao, llamado hasta 1858  provincia de Nueva Guipúzcoa, tenía por capital el pueblo de Dávao e incluía la  Comandancia de Mati.
Municipio credao el año 1998 durante el mandato del gobernador Próspero Amatong su término fue segregado del de los municipios de Carmen y  de la ciudad de Panabo siendo sus alcaldes Gonzalo O. Cuarenta y  Versim Enad.
El Congresista Rodolfo P. del Rosario fue el promotor.